# 岩崎学
岩﨑 学（いわさき まなぶ、1952年12月14日 - ）は、日本の統計学者。元日本統計学会会長。専門は統計科学。理学博士。静岡県浜松市出身。

## 略歴
- 1975年 東京理科大学理学部応用数学科卒業
- 1977年 東京理科大学大学院理学研究科数学専攻修士課程修了
- 1977年4月 - 1984年3月 茨城大学工学部情報工学科助手
- 1984年4月 - 1987年9月 防衛大学校数学物理学教室講師
- 1987年10月 - 1993年3月 防衛大学校数学物理学教室助教授
- 1993年4月 - 1997年3月 成蹊大学工学部経営・情報工学科助教授
- 1998年4月 - 2018年3月 成蹊大学理工学部情報科学科 教授
- 2008年9月8日- 2013年6月15日 日本統計学会理事長
- 2015年6月13日- 2017年6月10日 日本統計学会会長
- 2017年4月 - 2018年3月 横浜市立大学 国際総合科学群教授・データサイエンス推進センター長
- 2018年4月 - 2021年3月 横浜市立大学 データサイエンス学部 教授
- 2022年4月 統計数理研究所大学統計育成センター 特任教授
- 2023年4月 順天堂大学健康データサイエンス学部 特任教授

## 主な所属学会
- 日本統計学会
- 応用統計学会
- 日本計量生物学会
- 日本行動計量学会
- 日本計算機統計学会
- 日本品質管理学会
- 日本テスト学会
- 日本評価学会
- American Statistical Association

## 受賞
- 1992年 日本統計学会 統計学研究奨励小川基金会賞
- 1994年 日本行動計量学会 優秀賞
- 2016年 日本計算機統計学会フェロー
- 2017年 日本行動計量学会林知己夫賞（功績賞）
- 2018年 日本計量生物学会功労賞
- 2020年 日本統計学会賞

## 著訳書
- 『混合実験の計画と解析』サイエンテイスト社、1994年。
- 『統計的データ解析のレシピ』日本評論社、2000年。
- 『多変量解析実例ハンドブック』朝倉書店、2002年。
- 『不完全データの統計解析』エコノミスト社、2002年。
- 『統計的データ解析のための数値計算法入門』朝倉書店、2004年。
- 『統計的データ解析入門　単回帰分析』東京図書、2006年。
- 『統計的データ解析入門　実験計画法』東京図書、2006年。
- 『統計的データ解析入門　ノンパラメトリック法』東京図書、2006年。
- 『確率・統計の基礎』東京図書、2007年。
- 『カウントデータの統計解析』朝倉書店、2010年。
- 『統計的因果推論』朝倉書店、2015年。
- 『事例で学ぶ！あたらしいデータサイエンスの教科書』翔泳社、2019年
- 『ローゼンバウム統計的因果推論入門』（阿部貴行と共訳）共立出版、2021年